# 葉向榮 (1913年)
葉向榮（1913年—1943年10月27日），「鹽分地帶」同人，佳里人，與吳新榮、郭水潭、林芳年等人相善，是佳里青風會、台灣文藝聯盟佳里支部的成員。

## 生平事跡
佳里人，1913年（大正2年）生，日治時代台南台灣商業學院（現南英商工）畢業，「台灣文藝聯盟佳里支部」同人，曾任甘蔗原料委員，1943年死於肺結核。
除了台灣文藝聯盟佳里支部，葉向榮也參加台灣文藝聯盟佳里支部的前身─「佳里青風會」。在文學創作方面，葉向榮實無特別的成就。

## 作品
《光復前台灣文學全集十一：森林的彼方》收有其新詩〈蟋蟀之歌〉、〈站在石磯〉，其中〈蟋蟀之歌〉原載於1935年8月《台灣新聞》文藝欄「台灣文藝聯盟佳里支部作品集」。

## 相關詞條
- 吳新榮、林芳年、郭水潭、王登山、莊培初、徐清吉。
- 佳里青風會、台灣文藝聯盟佳里支部
- 鹽分地帶
- 鹽分地帶文藝營